# Manoir de Franquenies
Le manoir de Franquenies, est une ancienne ferme-château du XVIIe siècle située à Céroux-Mousty, section de la ville belge d'Ottignies-Louvain-la-Neuve, en Brabant wallon.
Il est également appelé ferme de Franquenies, ou ferme de Spangen,, du nom de la famille seigneuriale qui possédait les terres d'Ottignies de 1602 à 1731.

## Localisation
Implanté dans un site de prairies humides en bordure du Ry Angon, le manoir se situe au no 8 de la rue de Spangen, à Franquenies, hameau du village de Mousty,.

Manoir de Franquenies
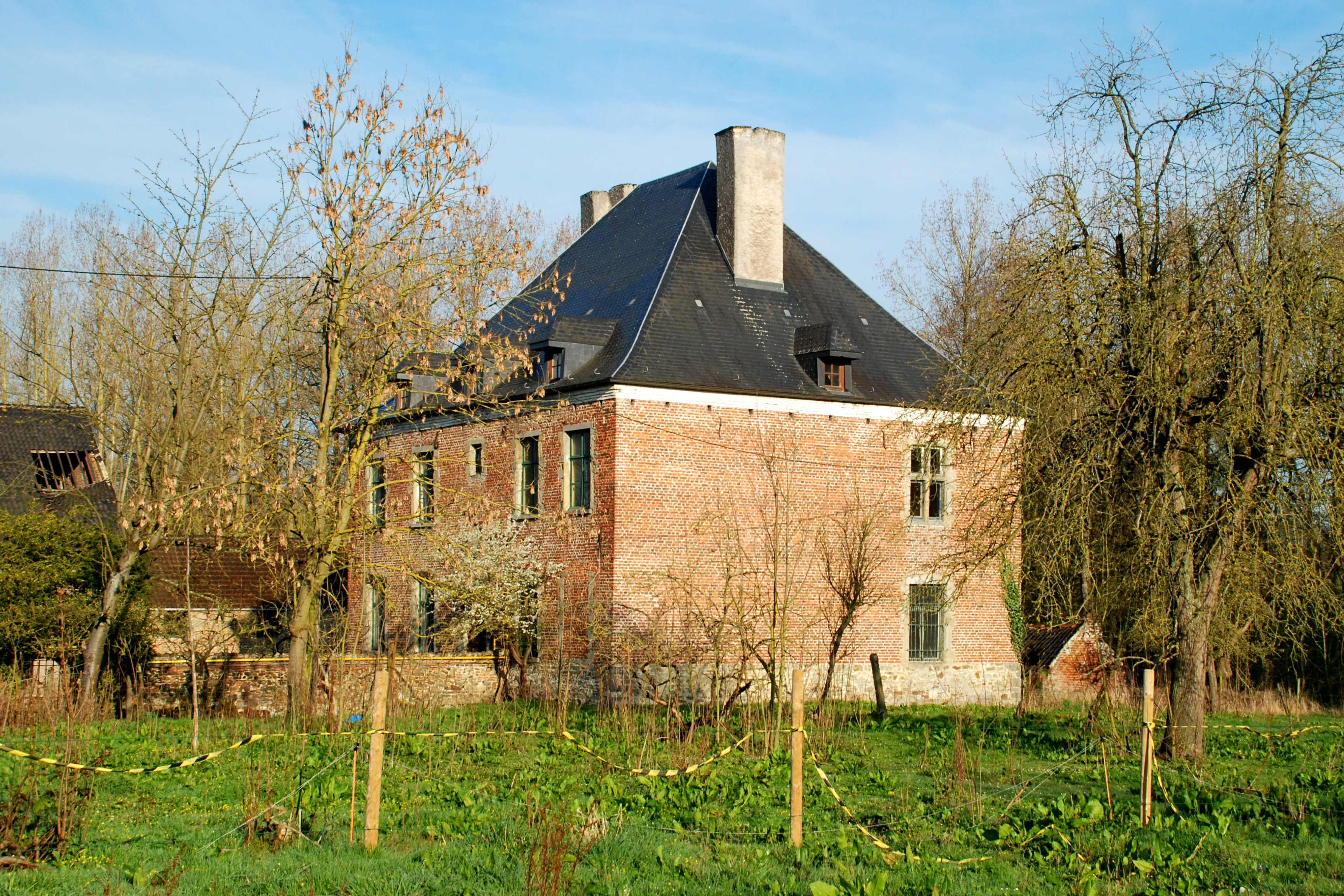
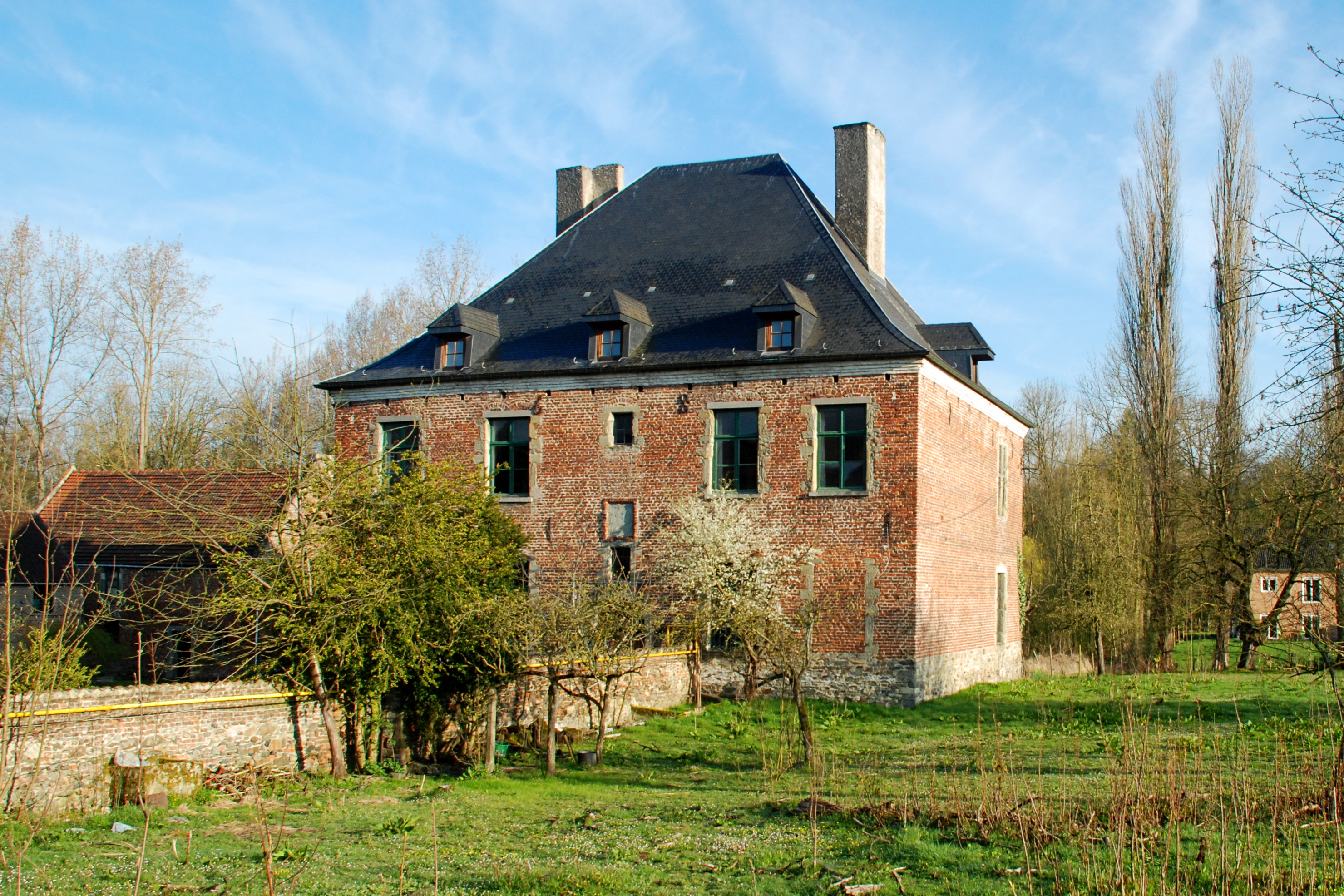

## Statut patrimonial
Non classés, le manoir de Franquenies et la chapelle Notre-Dame des Fièvres et de Consolation font cependant l'objet d'une « inscription » comme monuments et figurent à l'Inventaire du patrimoine immobilier culturel de la Wallonie sous les références 25121-INV-0011-02 et 25121-INV-0010-02,.

## Historique

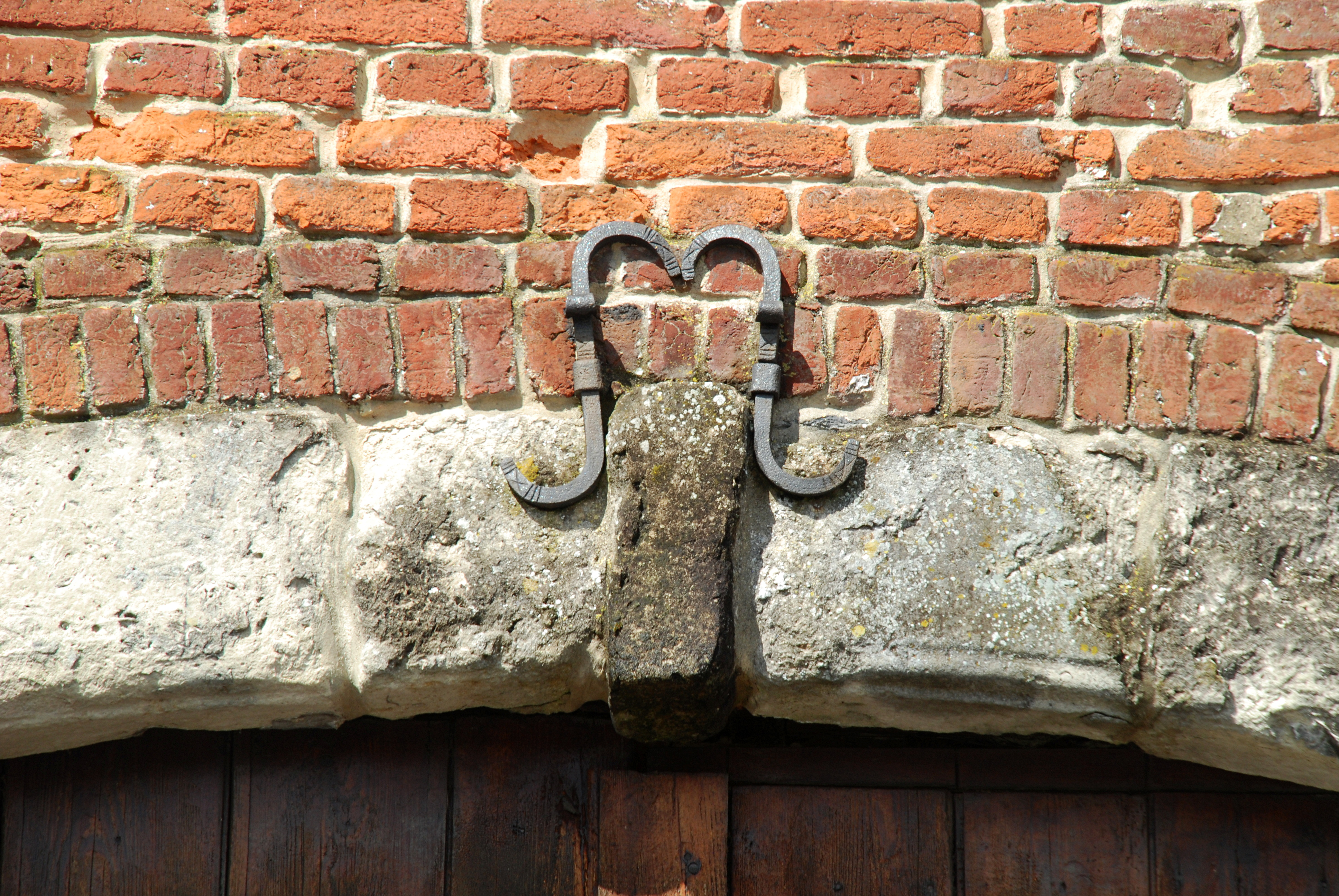
Clé d'arc et ancres.

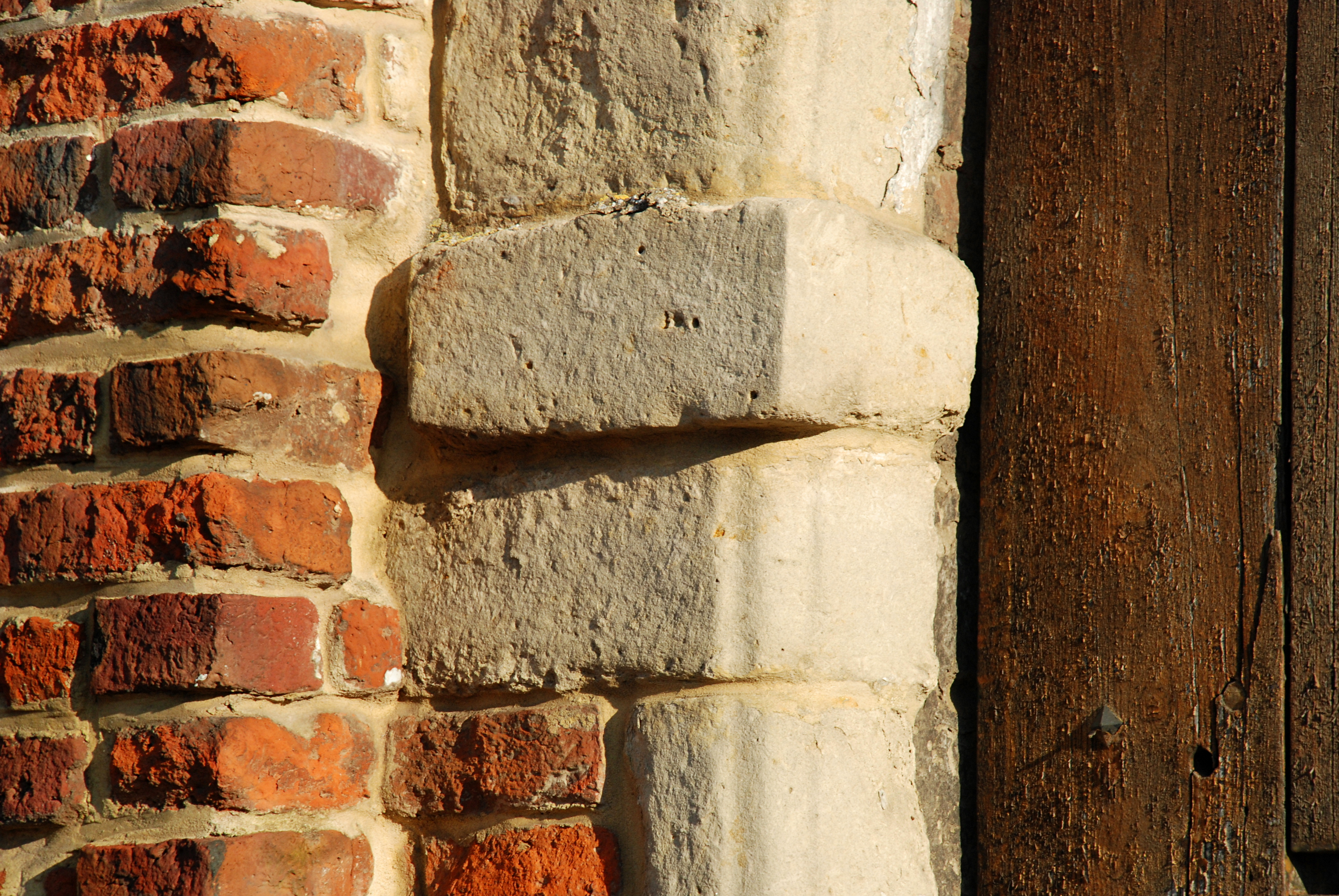
Imposte.

La ferme-château était le siège de la seigneurie de Franquenies, dont le premier seigneur connu est Philippe de Franquenies (ou Philippe de Frankingnies), vers 1381. C'était une des quatre juridictions qui cohabitaient sur le territoire de Céroux-Mousty.
Beaucoup plus tard, le château passa aux Spangen, qui furent les seigneurs d'Ottignies de 1602 à 1731,. Ceux-ci descendaient de l'illustre famille néerlandaise des Spangen qui possédait un château à Overschie, village jouxtant Rotterdam. Établis à Anvers, les Spangen se divisèrent en deux branches, dont la cadette entra en possession de la seigneurie d'Ottignies, qu'elle allait revendre en 1731 à la famille Palma-Carillo,. Les armes des Spangen constituent le quartier supérieur gauche du blason de la Ville d'Ottignies-Louvain-la-Neuve, où elles représentent Ottignies et Mousty,.
Le château brûla vers 1677 et fut rebâti dans son état actuel peu après 1680, comme l'attestent les ancres de façade incomplètes dont on conserve un 6 et un 8 en milieu de façade, formant le millésime incomplet (1)68(?),,.
La seigneurie de Franquenies ayant la moyenne et basse justice, les caves du manoir auraient servi de prison.

## Architecture

### Le manoir
Ceinturé par un haut mur en briques et grès schisteux,, le manoir est une bâtisse rectangulaire de deux niveaux édifiée en briques sur un soubassement de moellons de grès schisteux,. Autrefois peinte à la chaux de couleur blanche, comme le montrent les photos anciennes, l'ancienne ferme-château et son mur d'enceinte sont aujourd'hui entièrement déchaulés.
La façade sud compte cinq travées. La travée centrale est percée d'une porte cintrée à encadrement de pierre, surmontée d'une baie d'imposte rectangulaire. Les quatre autres travées sont percées de baies à linteau bombé au rez-de-chaussée et de fenêtres à linteau droit à l'étage. Toutes les baies ont des piédroits harpés (montants chaînés).
La partie supérieure de la façade porte des ancres de façade qui indiquaient l'année de construction : seules subsistent les ancres du milieu qui forment le millésime incomplet (1)68(?) et désignent la fin du XVIIe siècle,. Le sommet de la façade est percé de nombreux trous de boulin (trous destinés à ancrer les échafaudages), juste sous la corniche.
Le bâtiment est recouvert d'une haute toiture d'ardoises à quatre versants, dotée de lucarnes à croupe et surmontée de hautes cheminées.
Il est flanqué de dépendances (étables et grange) datant du XVIIe ou du  XVIIIIe siècle selon les sources mais réaménagés.

### Le porche-colombier
Au sud, le manoir présente vers la rue un porche-colombier en briques et calcaire gréseux surmonté d'une petite toiture en bâtière à croupes,,.
Flanquée de contreforts, l'entrée charretière qui perce ce porche est composée de piédroits moulurés et harpés, d'impostes et d'un arc en anse de panier, orné de quatre ancres de façade dont deux, au centre, affectent la forme d'une moustache.
La grande porte de bois, à double battant, est percée d'une porte plus petite dont la poignée est un fer à cheval.

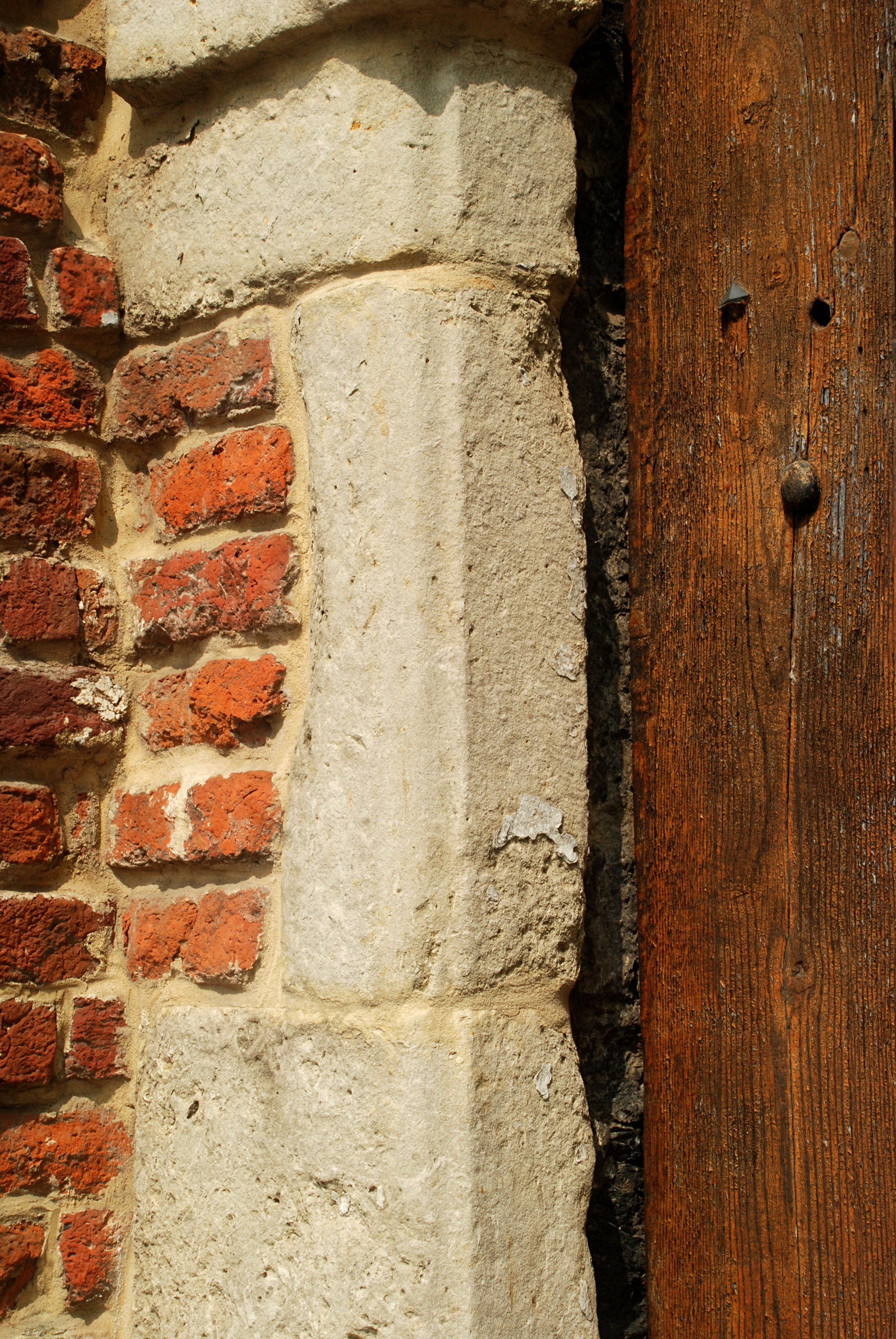
Piédroit mouluré.
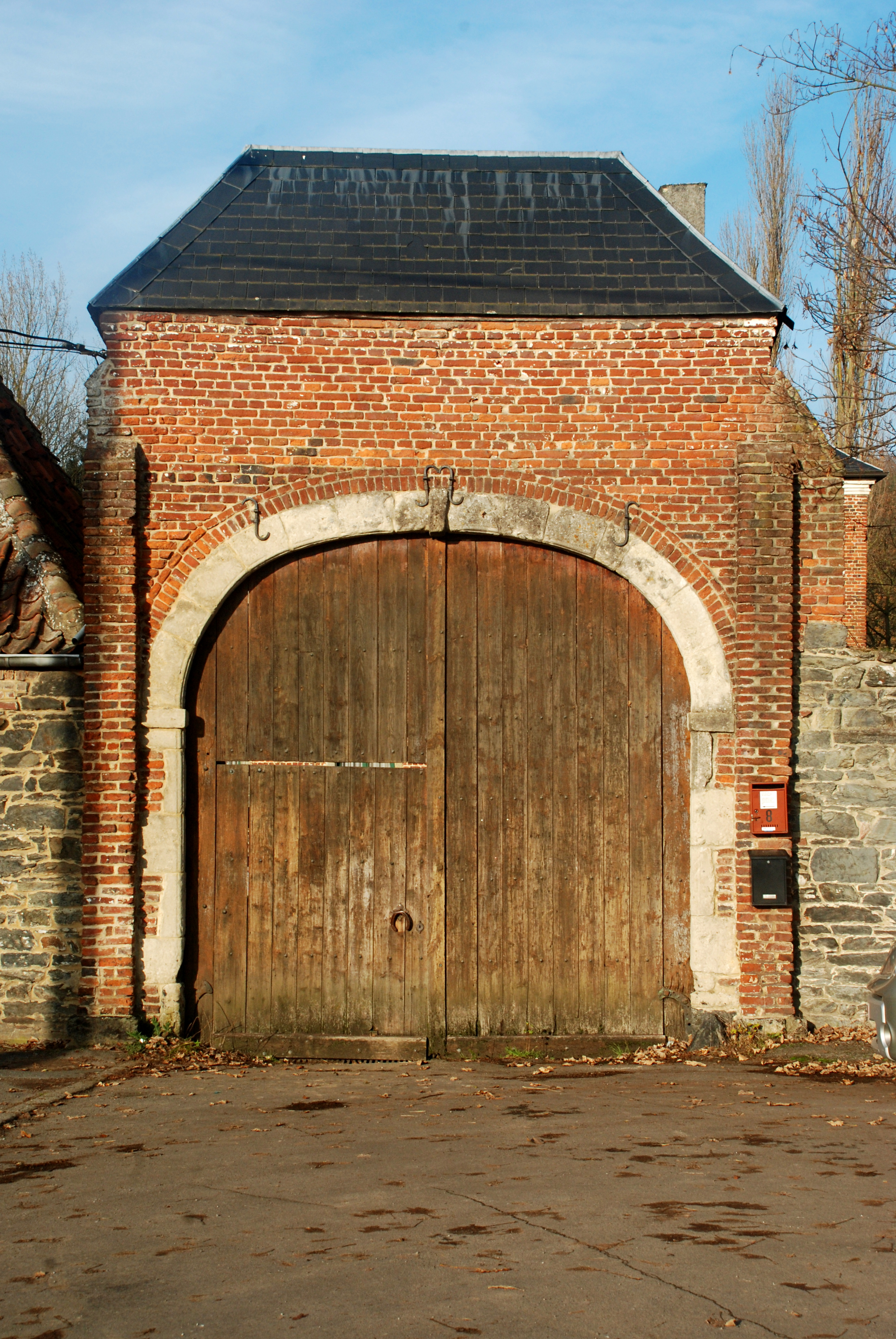
Le porche-colombier.
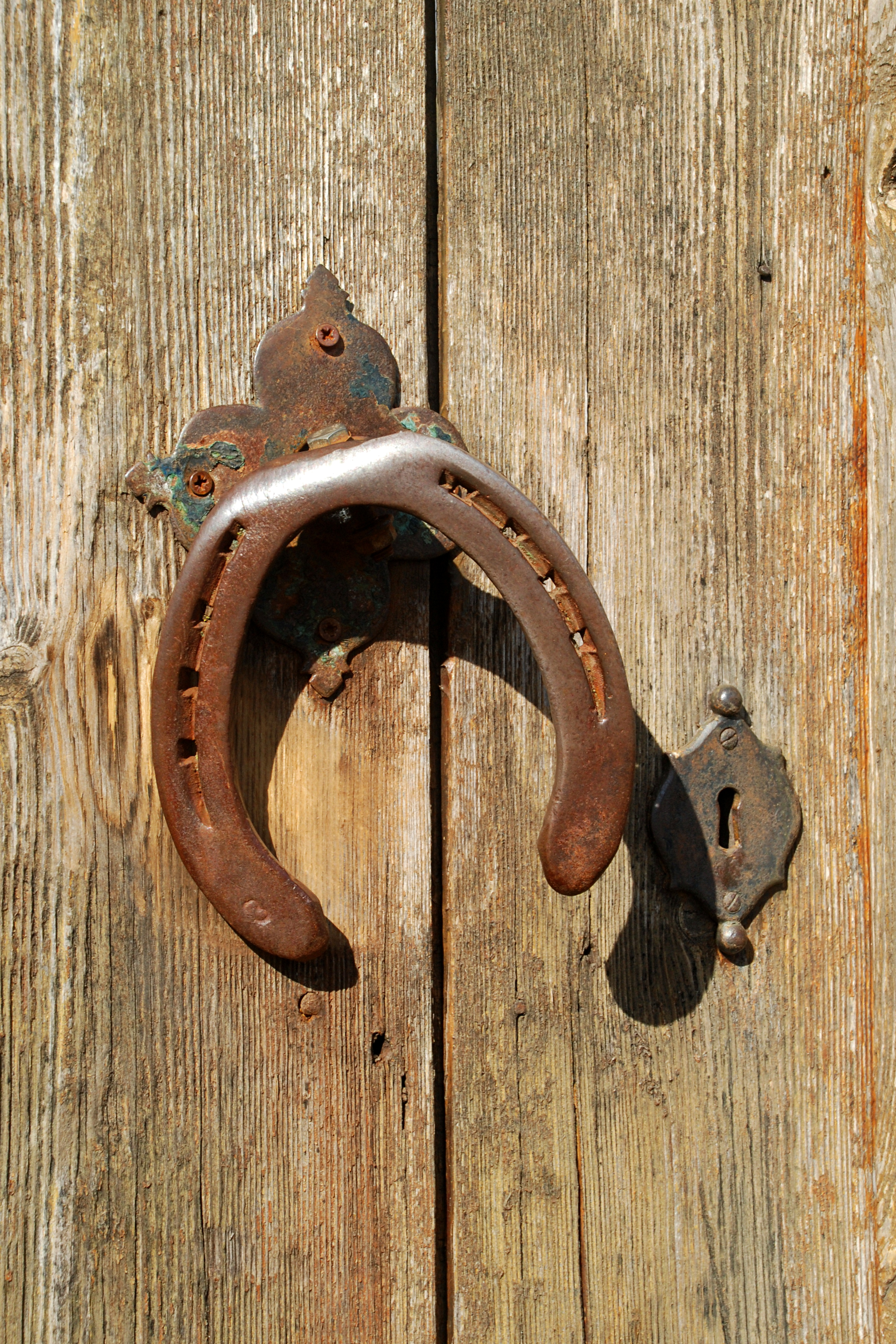
Poignée.
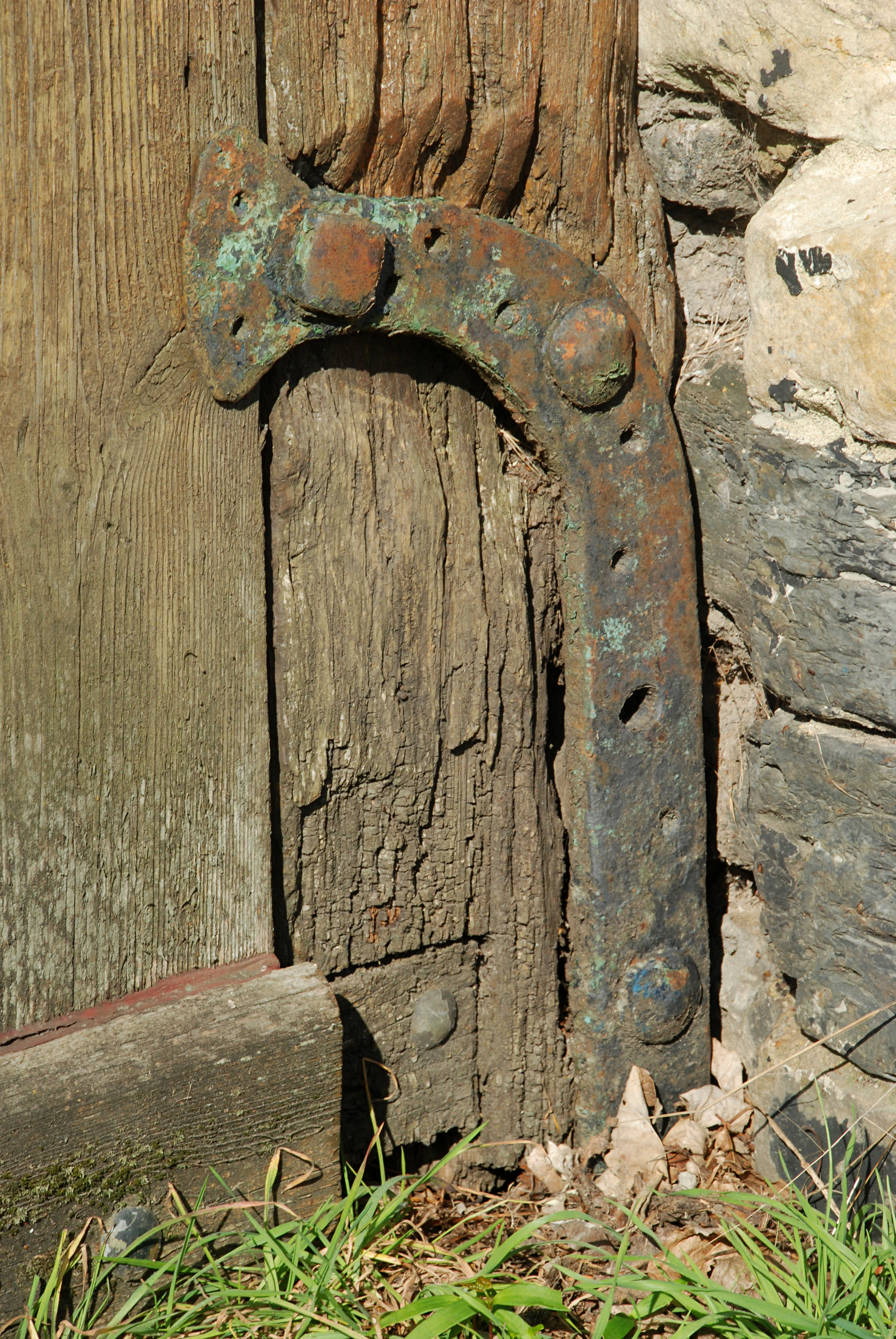
Ferrure.

### La chapelle Notre-Dame des Fièvres et de Consolation

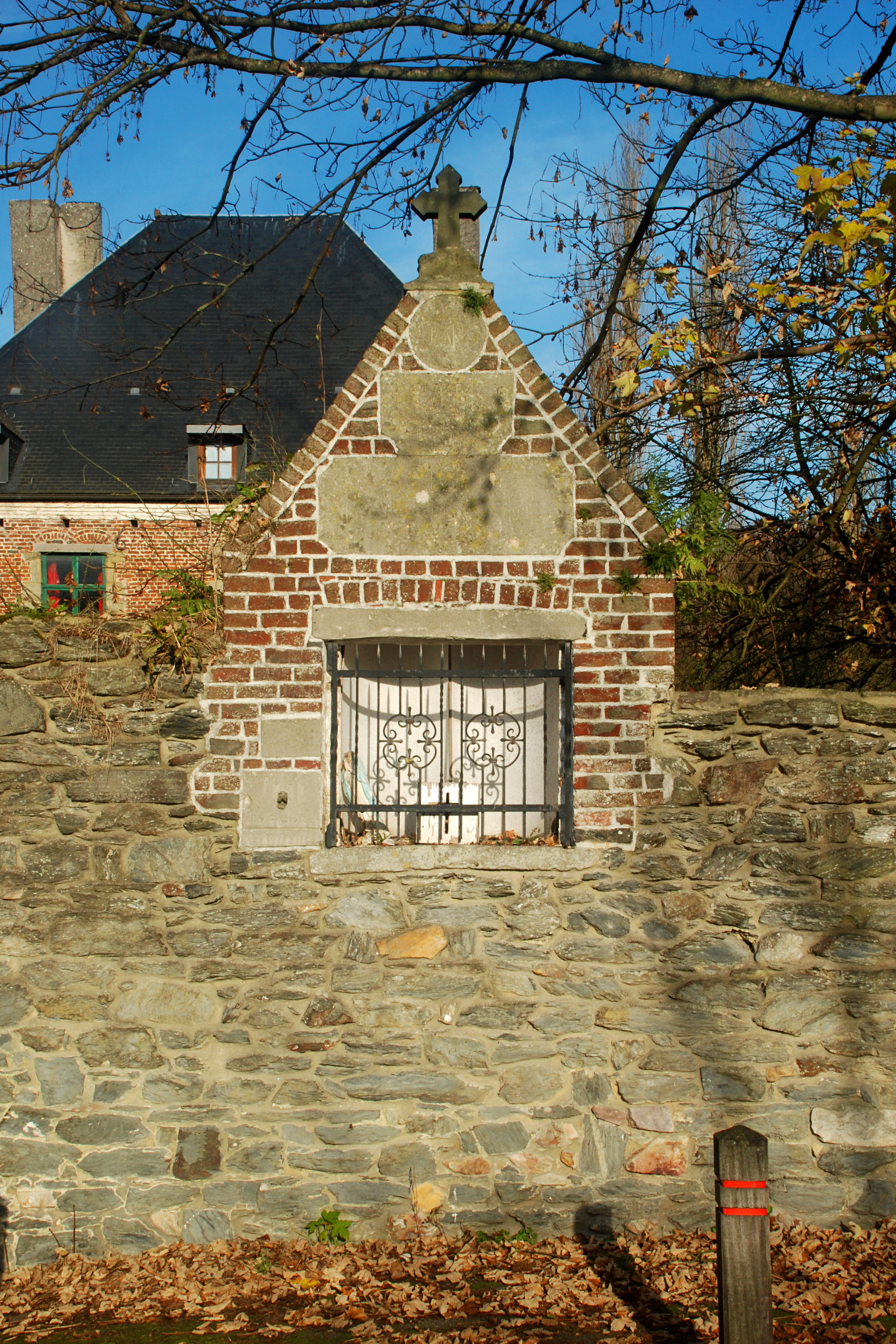
La chapelle.

À droite du porche se dresse la petite chapelle Notre-Dame des Fièvres et de Consolation, de 1743.
Cette petite chapelle en briques est encastrée dans le mur d'enceinte du manoir, édifié en moellons.
Elle est percée en son centre d'une niche rectangulaire fermée par une grille, dotée d'un seuil et d'un linteau de pierre bleue de réemploi, sommé d'un arc de décharge en briques. La niche contenait jadis une statue en bois de poirier du XIe siècle, qui a été retirée par précaution.
La niche est surmontée d'un petit pignon en brique couronné d'une croix de pierre, et orné de trois cartouches,, :
- en haut, un cartouche rond porte le monogramme de la Vierge Marie « MAR »;
- au milieu, un cartouche rectangulaire porte une invocation à la Vierge, qui a donné son nom à la chapelle :

notre dame des fièvres et de consolation priez pour nous
- en bas, un cartouche rectangulaire plus large affiche un chronogramme qui compose le millésime de 1743[6],[16] :

ICI aVeC foI ConfIanCe et hUMILIté aCCoUrez fIeVreUX et affLIges,
À gauche de la niche, un tronc en pierre blanche porte une inscription invitant le passant à y déposer son aumône :
pour les pauvres et trespassez,.

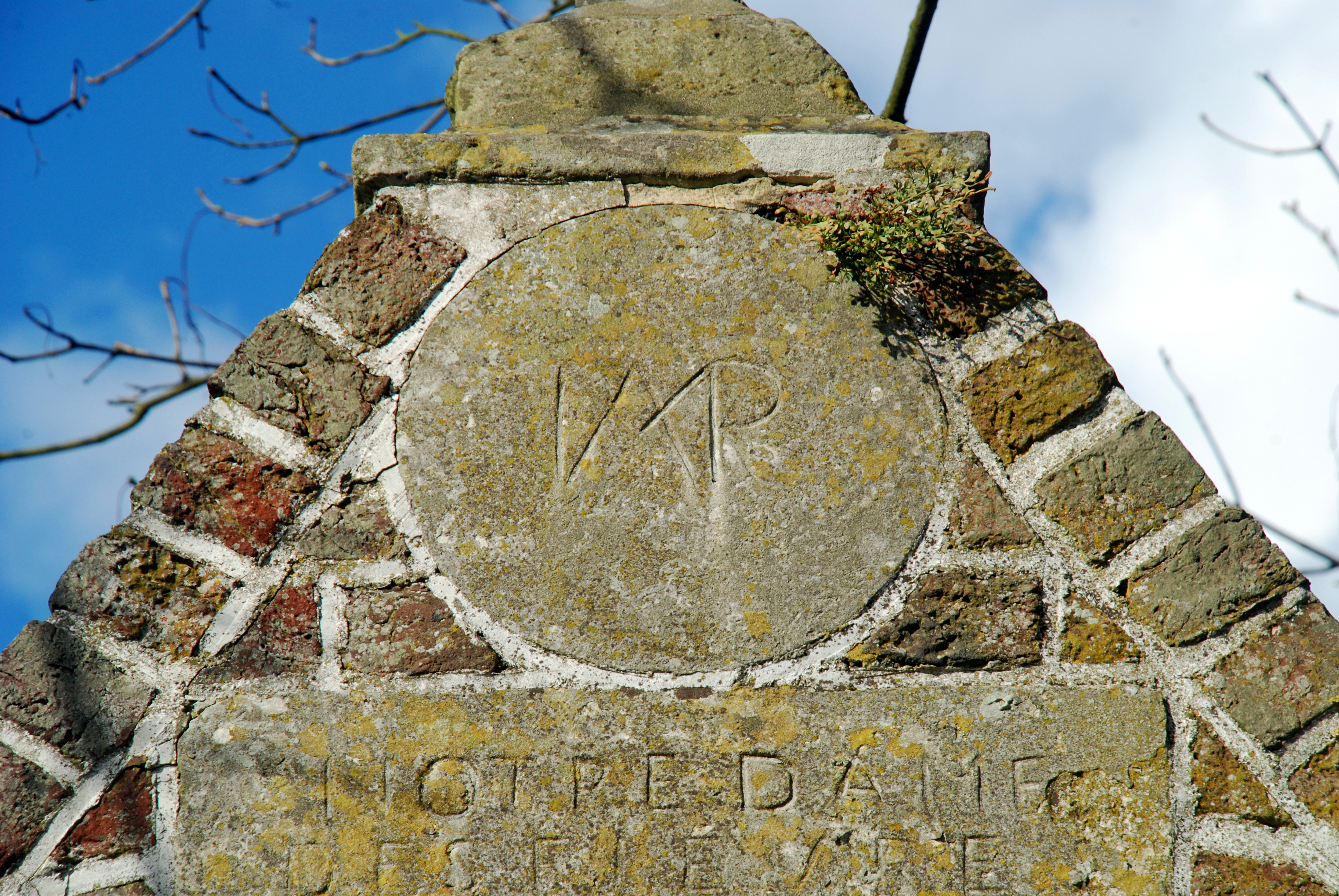
Le monogramme marial.
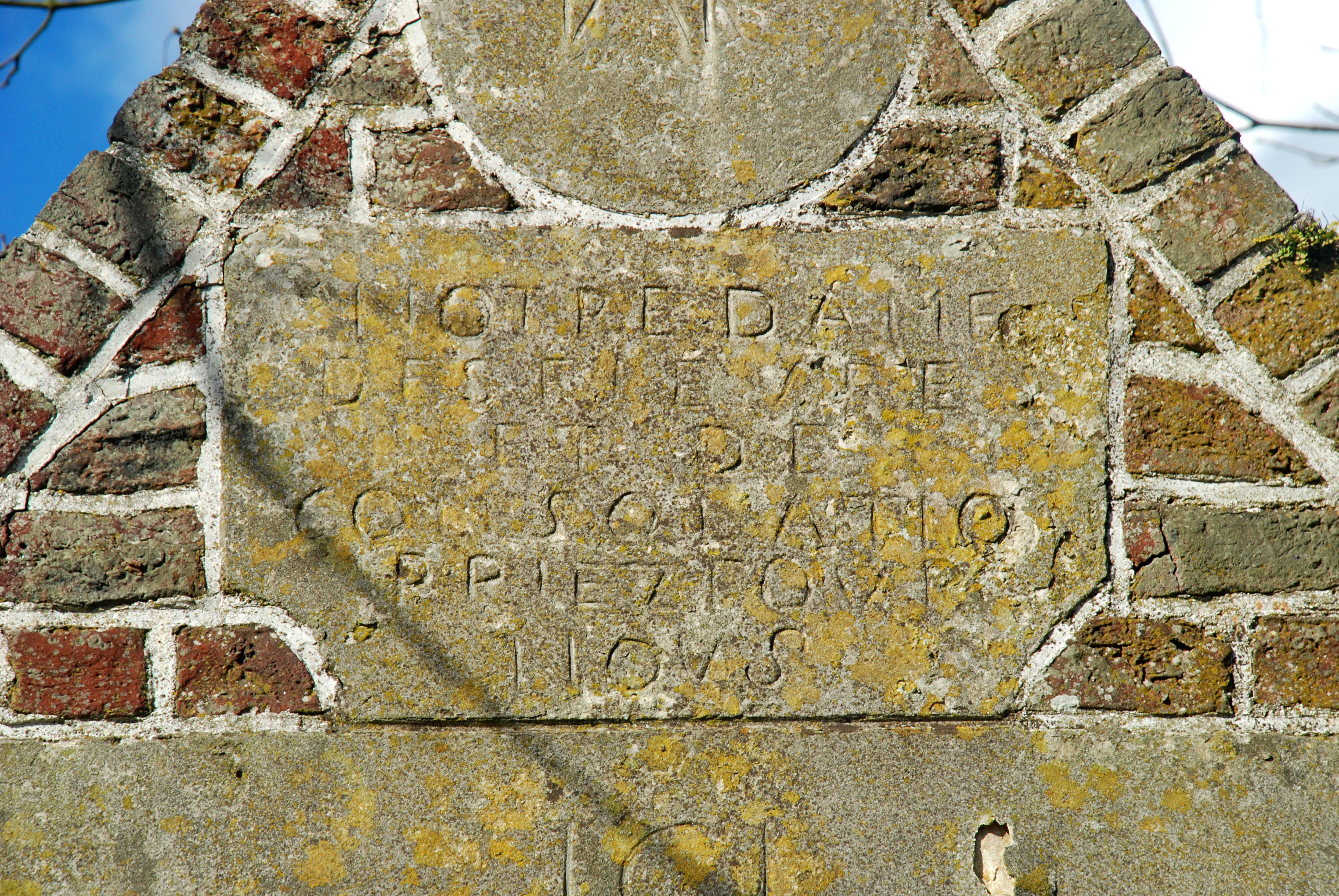
Notre-Dame des Fièvres et de Consolation, priez pour nous.
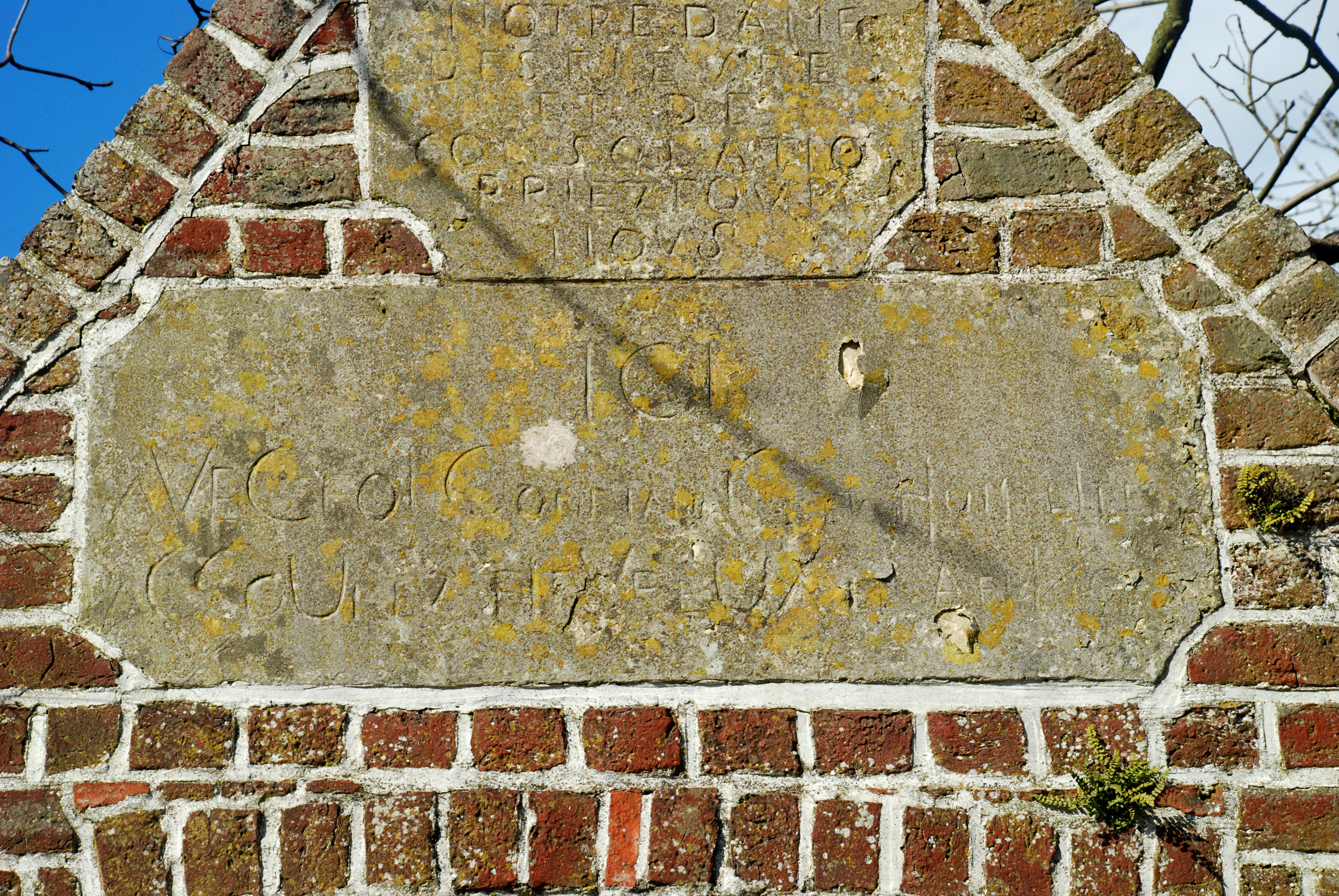
Ici avec foi, confiance et humilité, accourez, fiévreux et affligés.